# Rijksbeschermd gezicht Vries
Gezicht Vries is een van rijkswege beschermd dorpsgezicht in Vries in de Nederlandse provincie Drenthe. De procedure voor aanwijzing werd gestart op 10 maart 1965. Het gebied werd op 12 juli 1967 definitief aangewezen. Het beschermd gezicht beslaat een oppervlakte van 5,4 hectare.
Panden die binnen een beschermd gezicht vallen krijgen niet automatisch de status van beschermd monument. Wel zal de gemeente het bestemmingsplan aanpassen om nieuwe ontwikkelingen in het gebied te reguleren. De gezichtsbescherming richt zich op de stedenbouwkundige en cultuurhistorische waardering van een gebied en wil het toekomstig functioneren daarvan veiligstellen.